# 烏伊河 (額爾齊斯河支流)
烏伊河是俄羅斯的河流，位於新西伯利亞州和鄂木斯克州內，屬於額爾齊斯河的右支流，河道全長387公里，流域面積6,920平方公里，雨水主要來自融雪，在每年10月下旬至11月上旬開始結冰，直至翌年4月至5月上旬。